# Entwurf eines Vertrages zur Gründung der Europäischen Union
Der Entwurf eines Vertrages zur Gründung der Europäischen Union war ein 1984 vom Europäischen Parlament mit 237 Ja-Stimmen zu 31 Nein-Stimmen verabschiedeter Entwurf einer Europäischen Verfassung.
Die Entstehung des Verfassungsentwurfes hing wesentlich mit der 1979 erstmals durchgeführten Direktwahl des Europaparlamentes zusammen. Infolgedessen verstand sich das Parlament als „verfassungsentwickelnde“ Versammlung. Der durch den Ausschuss für institutionelle Fragen unter dem Berichterstatter Altiero Spinelli ausgearbeitete, supranational orientierte Verfassungsentwurf fand zwar eine breite Mehrheit der Europaabgeordneten, wurde jedoch von den Mitgliedstaaten der Europäischen Gemeinschaft nicht ratifiziert.